# أركيما
أركيما أس أيه هي شركة متخصصة في المواد الكيميائية والمواد المتقدمة مقرها في كولومبس، بالقرب من باريس، فرنسا.

## نبذة
تأسست في عام 2004، عندما أعادت شركة النفط الفرنسية الكبرى توتال هيكلة أعمالها في مجال الكيماويات، تم تقديم أركيما في بورصة باريس في مايو 2006. يبلغ حجم مبيعاتها 7.9 مليار يورو، ولديها 20500 موظف في أكثر من 55 دولة، و13 مركز أبحاث حول العالم، وما مجموعه 144 مصنع إنتاج في أوروبا وأمريكا الشمالية وآسيا وبقية العالم.
يتم تنظيم أركيما إلى ثلاثة قطاعات أعمال: حلول الطلاء، والمواد الكيميائية الصناعية، ومنتجات الأداء.

## وصلات خارجية
- الموقع الرسمي